# Cool Yule
Cool Yule — рождественский альбом американской певицы и актрисы Бетт Мидлер, выпущенный в 2006 году под лейблом Columbia Records. Альбом состоит из каверов на известные рождественские шлягеры, а также включает новую версию выигравшего «Грэмми» хита «From a Distance».
В 2008 году альбом номинировался на премию «Грэмми» в категории «Лучший традиционный вокальный поп-альбом».

## Список композиций
| №   | Название                                                                                | Длительность |
| --- | --------------------------------------------------------------------------------------- | ------------ |
| 1.  | «Merry Christmas»                                                                       | 3:13         |
| 2.  | «Cool Yule»                                                                             | 2:28         |
| 3.  | «Have Yourself a Merry Little Christmas»                                                | 3:56         |
| 4.  | «Winter Wonderland/Let It Snow! Let It Snow! Let It Snow!» (совместно с Джонни Мэтисом) | 2:47         |
| 5.  | «I’ll Be Home for Christmas»                                                            | 3:21         |
| 6.  | «What Are You Doing New Year’s Eve?»                                                    | 3:58         |
| 7.  | «I’ve Got My Love to Keep Me Warm»                                                      | 3:26         |
| 8.  | «O Come, O Come, Emmanuel»                                                              | 3:13         |
| 9.  | «Mele Kalikimaka»                                                                       | 2:35         |
| 10. | «From a Distance» (Christmas Version)                                                   | 5:11         |
| 11. | «White Christmas»                                                                       | 3:20         |

| №   | Название                             | Длительность |
| --- | ------------------------------------ | ------------ |
| 12. | «I Heard the Bells on Christmas Day» | 2:47         |

## Чарты
| Чарт (2006)                        | Пиковая позиция |
| ---------------------------------- | --------------- |
| США (Billboard Top Holiday Albums) | 6               |
| США (Billboard Digital Albums)     | 13              |
| США (Billboard 200)                | 33              |